# Marco Bocchino

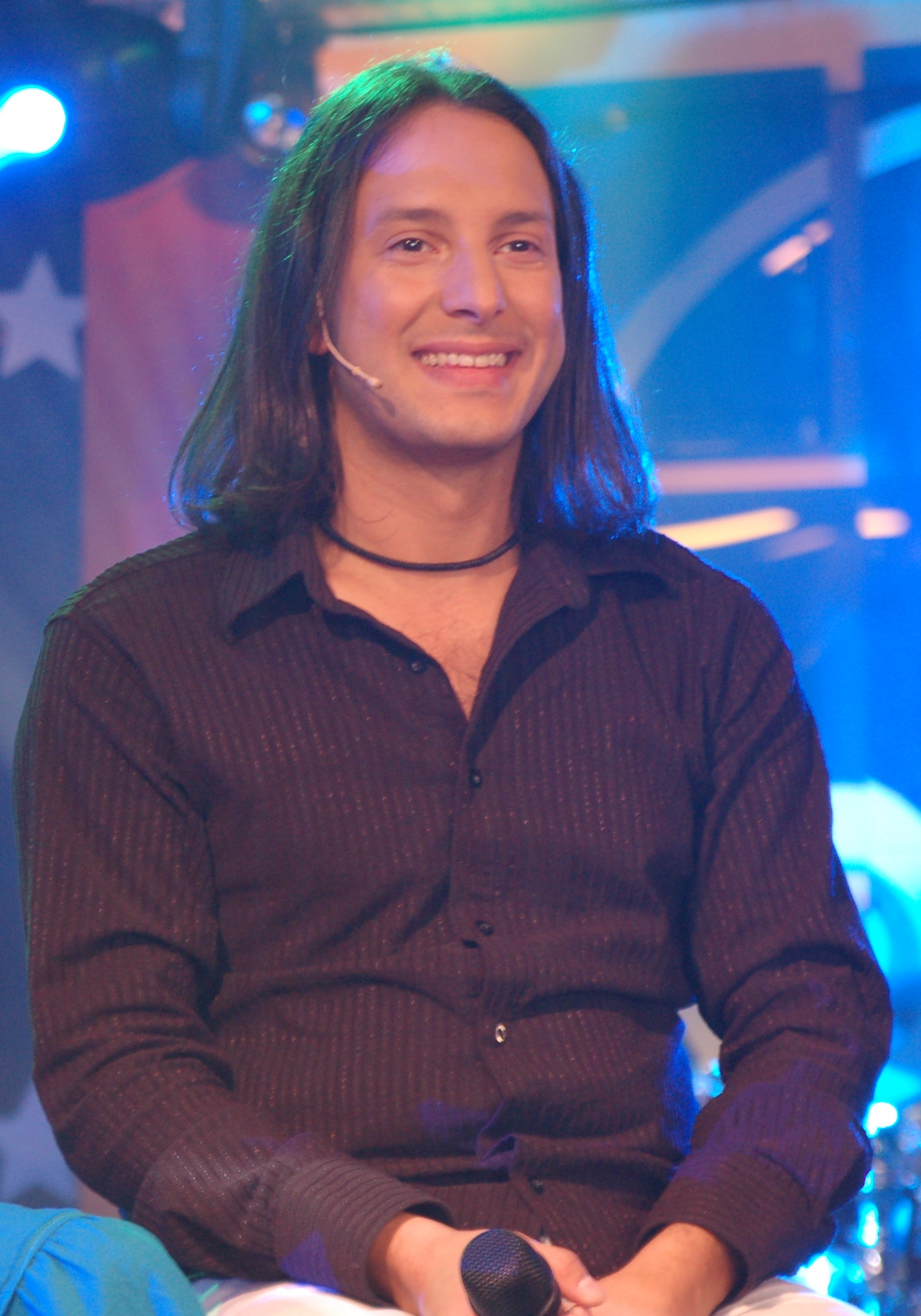
Marco Bocchino in het tv-programma Bar Europa

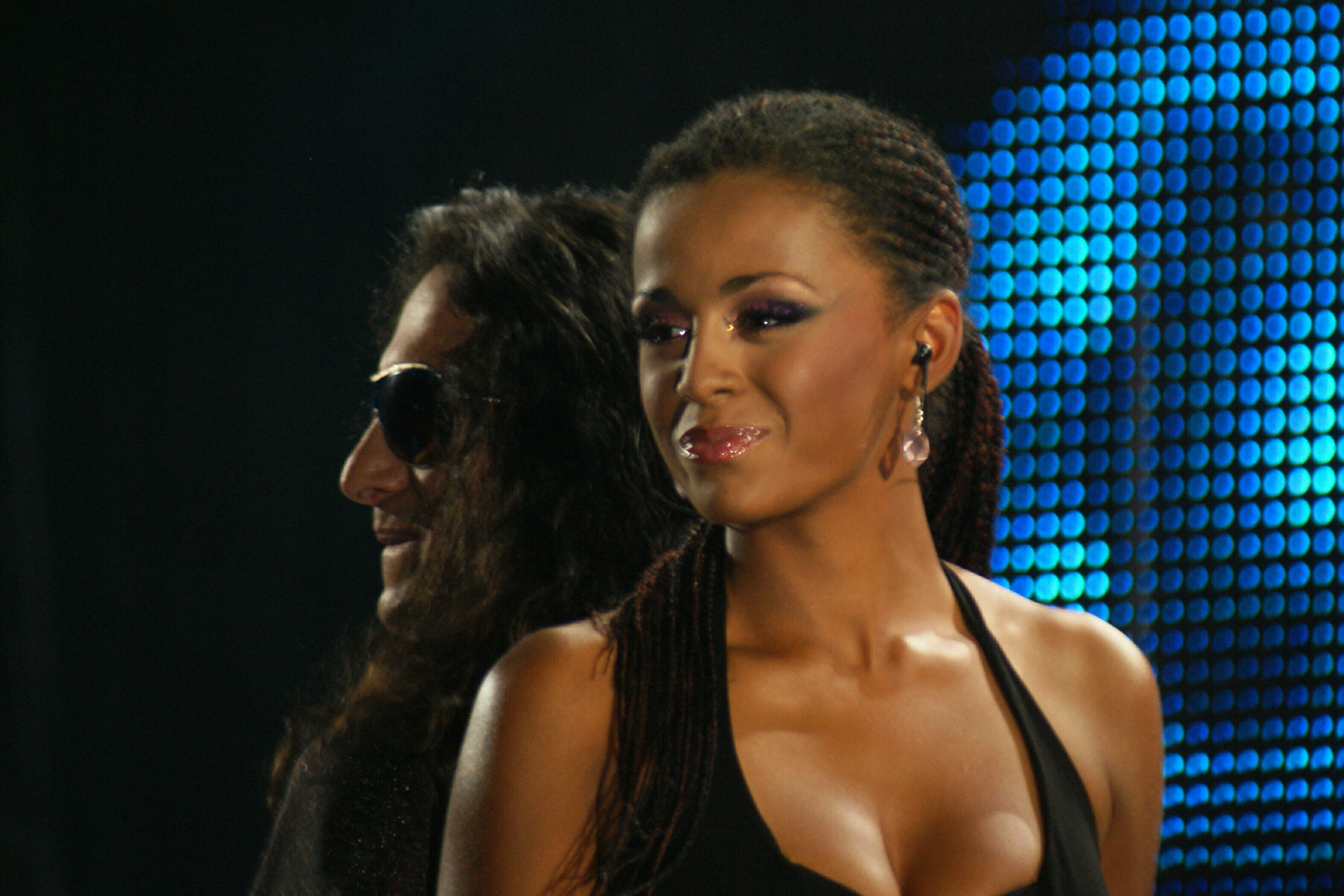
Marco Bocchino met Ola Szwed

Marco Bocchino (Savona, 14 juli 1974) is een Italiaanse zanger en liedjesschrijver die vooral bekend is in Polen.

## Biografie
Bocchino richtte in Italië zijn eerste band Empirica op toen hij 19 was. De band bestond maar heel kort. Sinds 1997 woont hij in Polen. Hij kwam daar terecht voor een uitwisseling van zijn studie en werd lid van de Poolse groepen 0700 en Sporting. Vanaf 2003 werkt hij als soloartiest. Hij werd bekend door zijn deelname aan diverse televisieprogramma's, waaronder Europa da się lubić (TVP), een amusementsshow met in Polen wonende buitenlanders uit andere Europese landen. 
In 2009 deed hij mee aan de selectie voor het Eurovisiesongfestival met het door hem geschreven duet All My Life waarin hij Italiaans zingt, Aleksandra Szwed Pools en zij samen Engels. Het lied behaalde de 2e plaats, vlak onder Lidia Kopania.

## Discografie

### Albums
- 2004: Balanga Italiana

### Singles
- 2002: Ancora Un'Ora
- 2008:  Su Quel Giornale
- 2009: All my life (met Aleksandra Szwed)
- 2009: Dawałaś Mi (met rapper Teka)
- 2010: Only You (feat. Who Is Who (Robert M))
- 2011: Voglia di te (feat. Tony Jr B.I.G.)
- 2012: Sei tu